# Pagemantel
De pagemantel (Cortinarius semisanguineus) is een schimmel uit de familie Cortinariaceae. Hij vormt ectomycorrhiza met naaldbomen. Hij komt vooral voor bij dennen (Pinus), maar is ook waargenomen bij sparren (Picea), de douglasspar (Pseudotsuga menziesii) en lorken (Larix). Zelden komt hij voor bij loofbomen (beuken, eiken, berken). Hij is vaak gezien bij jonge boompjes op voedsel- en humusarm zand.

## Kenmerken
Hoed
De hoed heeft een diameter van 1 tot 6 cm. De vorm bij jonge vruchtlichamen is bol. Naarmate hij ouder wordt, wordt het platgewelfd, vaak met een umbo. Het oppervlak is glad of schilferig. De vruchtlichamen zijn dof als ze jong zijn, later glad en glanzend. De kleur varieert van kaneel via olijfbruin tot kaneelbruin.
Lamellen
De lamellen zijn tot 10 mm breed. Ze zijn onderling verbonden, dicht bij elkaar geplaatst, aanvankelijk bloedrood, later bruinroodachtig, met helderdere snede.
Steel
De steel heeft een lengte van 3 tot 7 cm lang en een dikte van 4 tot 6 mm. De vorm is cilindrisch en het is vezelig aan de voet. De steel heeft een gelige of okerkleurige kleur, vaak rood aan de voet.
Vlees
Het vlees is geelachtig van kleur, roodachtig aan de voet en vezelig. Het heeft een radijssmaak en -geur (vanwege de giftigheid mogen vruchtlichamen echter niet worden gegeten).
Sporen
De sporenprint is roestbruin. De sporen zijn elliptisch, met fijne wratjes; met afmetingen van 6,5–8 × 4,5–5 µm.

## Verspreiding
De pagemantel komt voor in Noord-Amerika, Europa en Nieuw-Zeeland.  Het wordt zowel in de laaglanden als in de bergen gevonden.
In Nederland komt de deze zwam algemeen voor. Hij staat op de rode lijst in de categorie 'Kwetsbaar'.

## Naamgeving
Dit taxon werd in 1821 door Elias Magnus Fries benoemd als Agaricus cinnamomeus. De huidige naam, geaccepteerd door Index Fungorum, werd in 1874 gegeven door Claude-Casimir Gillet, die het in zijn werk Les Hyménomycètes ou Description de tous les Champignons qui Croissent en France plaatste in het geslacht Cortinarius.

## Foto's

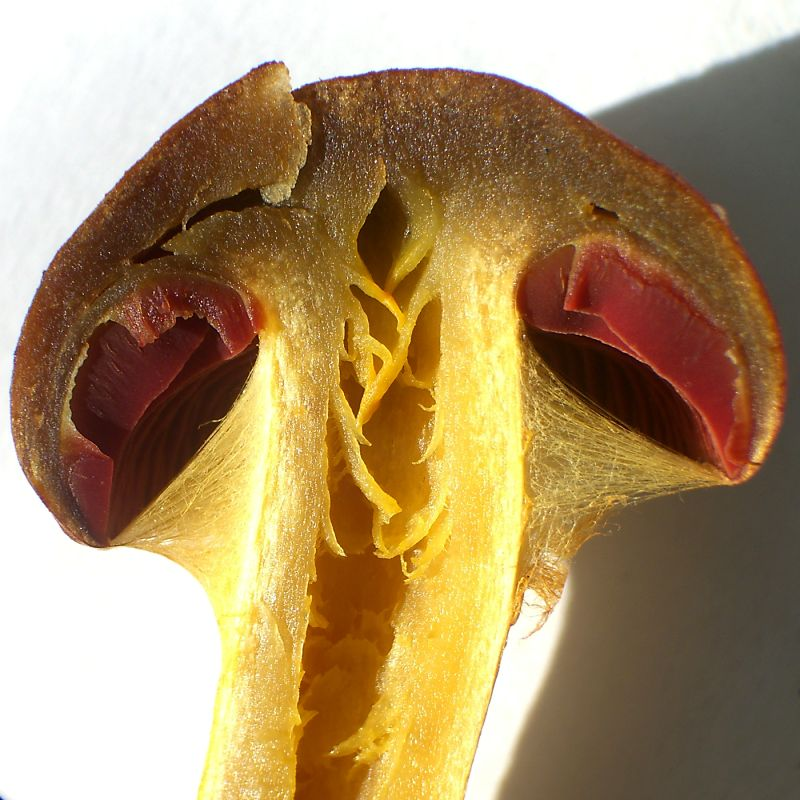
Doorsnede
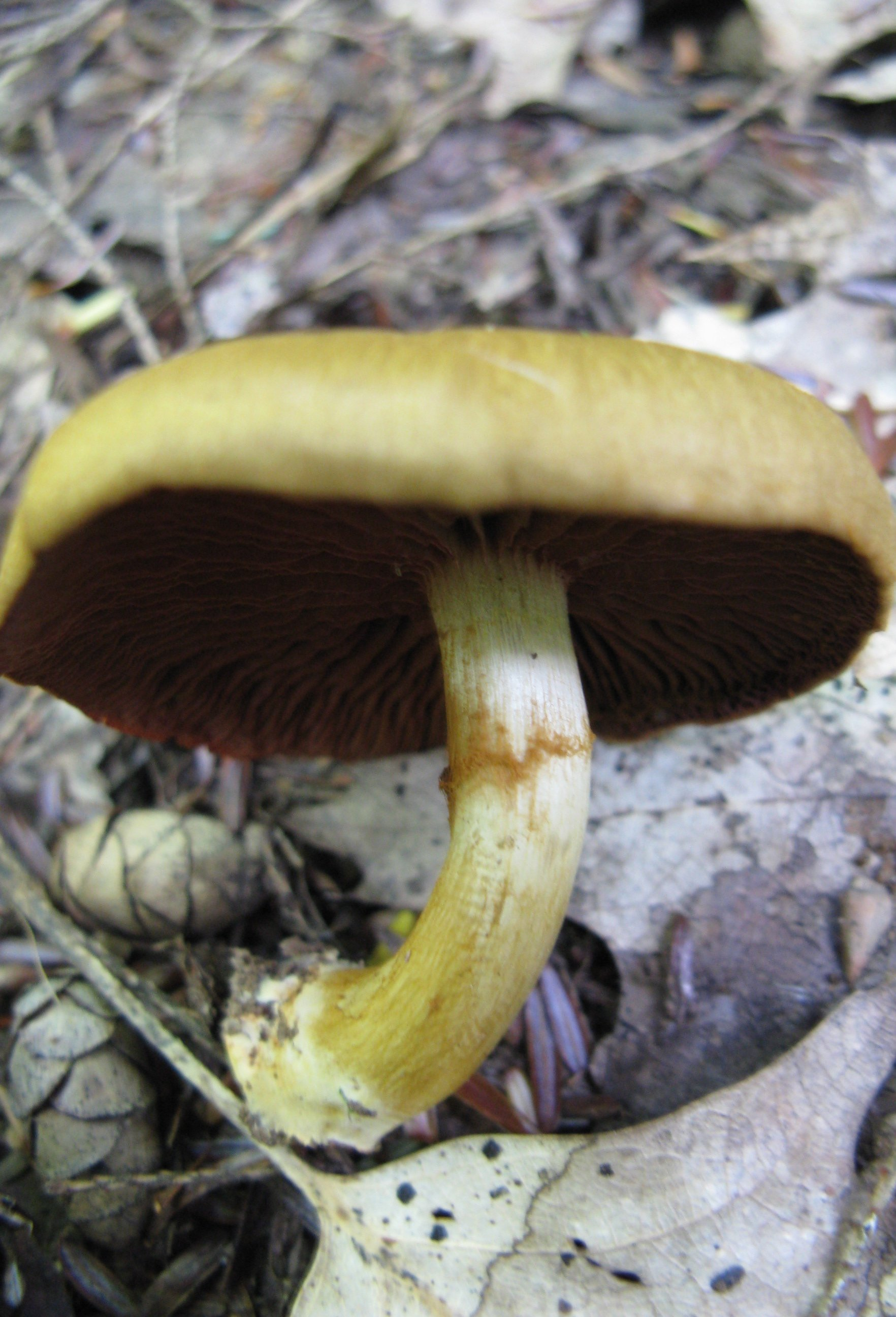
zijaanzicht
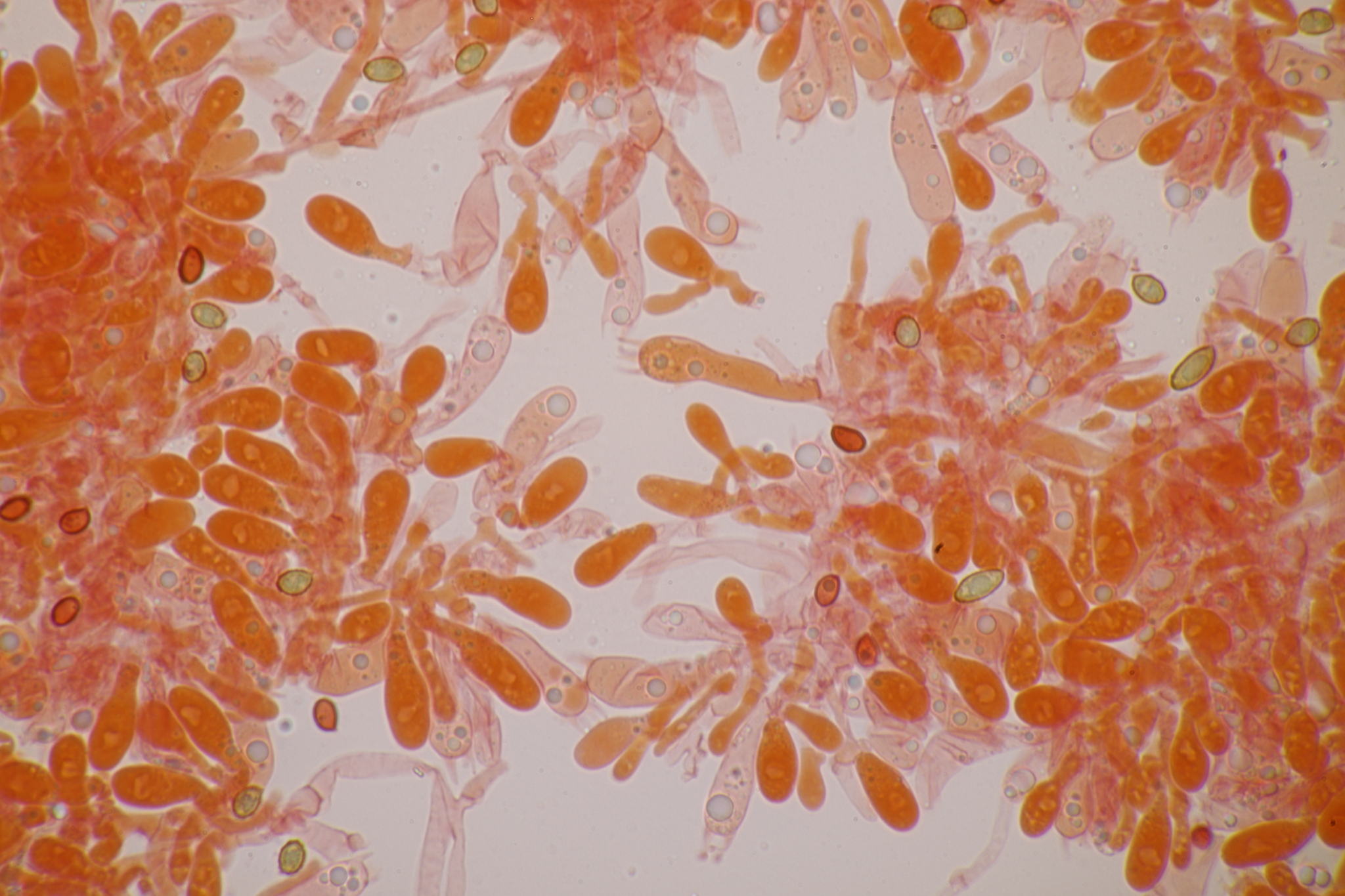
Basidia
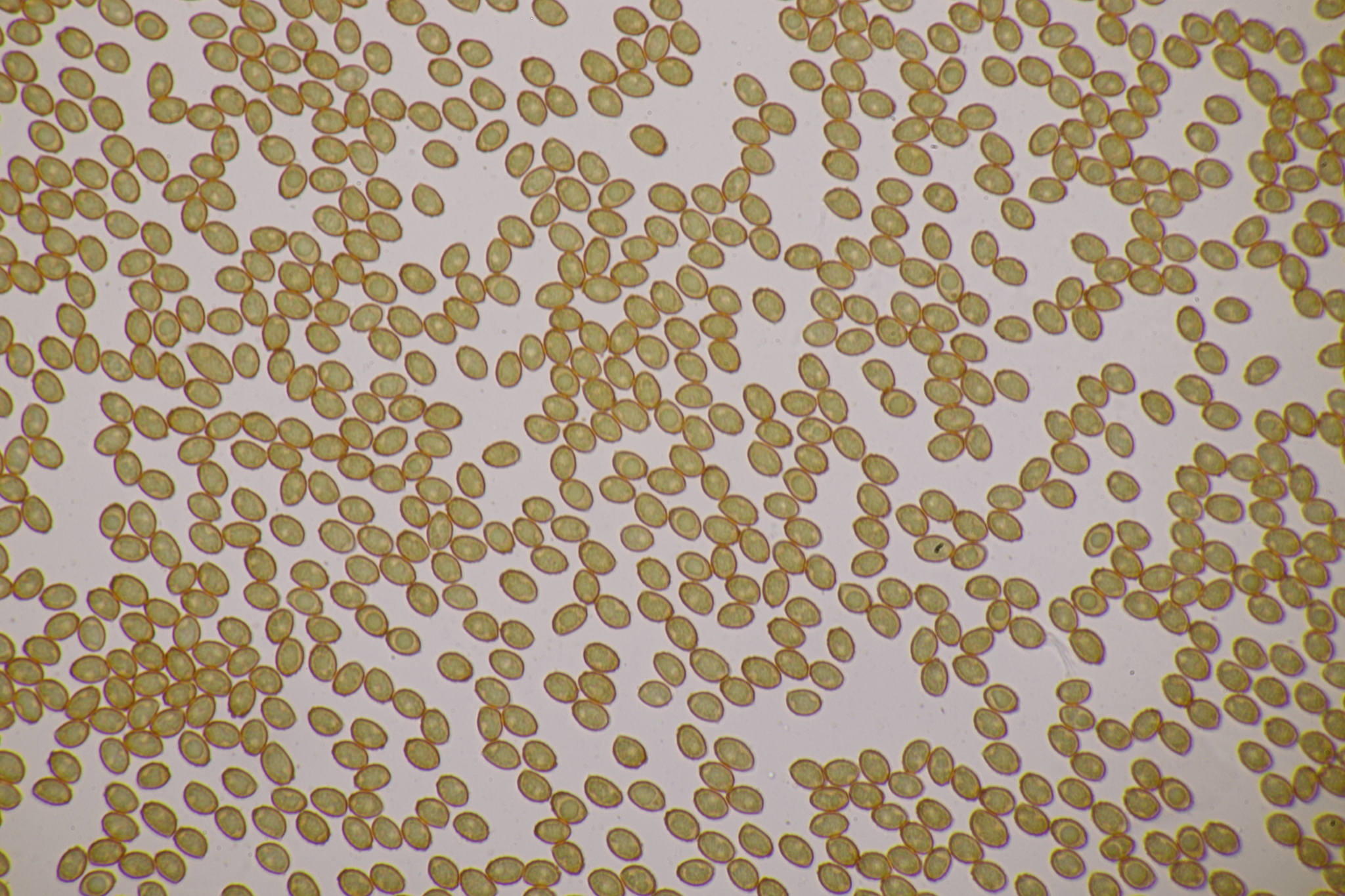
Sporen